# سوم‌دره
سوم‌دره (به لاتین: Som Darreh) یک منطقهٔ مسکونی در افغانستان است که در ولایت بدخشان واقع شده‌است.